# Romanovská říše (mikronárod)
Romanovská říše (rusky Романовская Империя, Romanovskaja Imperija), též nazývaná Imperiální trůn (Императорский Престол, Imperatorskij prestol), dřivé též Ruské impérium (Российская Империя, Rossijskaja Imperija) je označení pro projekt ruského milionáře, politika, spisovatele a cestovatele Antona Bakova, jehož účelem má být obnovení Ruského impéria a vlády dynastie Romanovců. 

## Vznik
Tento mikronárod byl vyhlášen 2. září 2011, kdy se Bakov prohlásil za předsedu vlády a vyhlásil ústavu a státní symboly. Impérium začalo vydávat své vlastní pasy online za 1000 rublů a do roku 2014 jich údajně mělo být prodáno přes 4000. Dne 31. března 2014 pod novým názvem Imperiální trůn byl vydán manifest, který prohlásil, že hlavou státu se stal princ Karl Emich z Leiningenu (potomek cara Alexandra II.) s titulem car Mikuláš III. Ten i se svou ženou Isabelle, rozenou hraběnkou von und zu Egloffstein, přijali pravoslavnou víru a rovněž pravoslavná jména Nikolaj Kirillovič a Jekatěrina Fjodorovna. Manifest a nová ústava, podepsaná carem Mikulášem III., proklamovala za cíl Imperiálního trůnu konsolidaci lidí po celém světě oddaných křesťanskému monarchismu. 

## Území

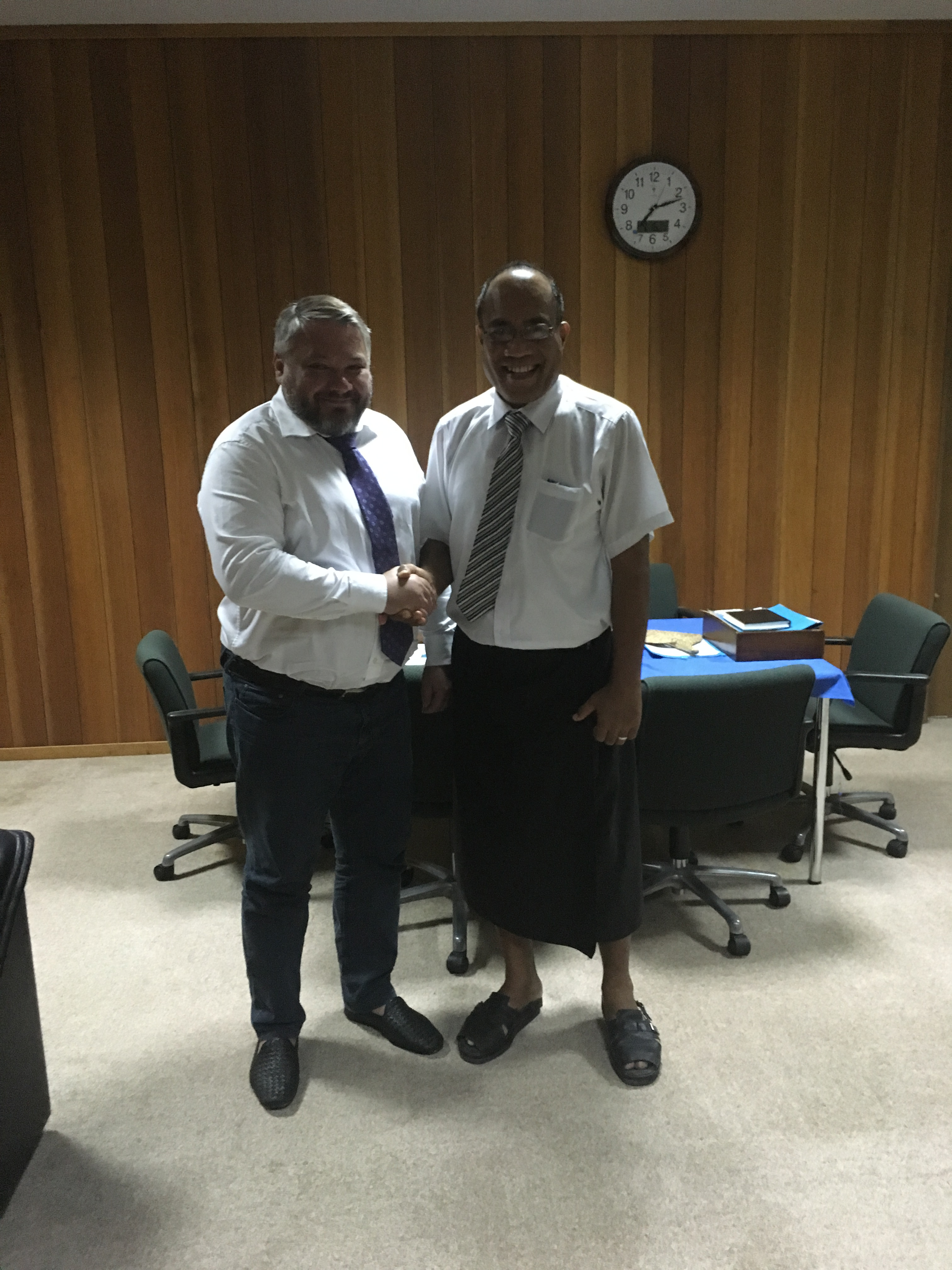
Samozvaný arcikancléř Anton Bakov a prezident Kiribati Taneti Maamau v průběhu jednání

Prvním Bakovovým pokusem získat pro svůj stát území byl plán na osídlení atolu Suvorov v Tichém oceánu ohlášený v roce 2011. Od tvrzení, že už s nimi na téma využívání neosídleného teritoria jednal, se však představitelé Cookových ostrovů kategoricky distancovali.  Později se pokoušel sehnat pozemky pro vytvoření nového státu u Jekatěrinburgu (Bakov tam má residenci a je to místo vyvraždění carské rodiny) a v Černé hoře. Představitelé Imperiálního trůnu vedli rozhovory o možné spolupráci a případném uznání nového státu i se zástupci Makedonie a Albánie. Od května 2016 Bakov vedl jednání s vládou Kiribati, které slíbil investovat 350 milionů dolarů. Vláda nejprve souhlasila s použitím tři neobydlených jižních ostrovů: Malden, jako hlavní sídlo, Caroline Island a Starbuck. Imperiální trůn měl v plánu zde vybudovat letiště, přístav, solární energetickou stanici, nemocnice, školy, a dokonce i Univerzitu Ruské říše. Nakonec to však bylo odmítnuto. Bakov dále jednal také s gambijským prezidentem během Valného shromáždění OSN v New Yorku a premiérem státu Antigua a Barbuda. Gambie však v roce 2017 popřela jeho tvrzení, že došlo k uzavření dohody o pronájmu pozemků pro obrození carství. V současnosti (2022) samozvaná Romanovská říše proklamuje snahu vybudovat umělý ostrov v Atlantiku o rozloze 1 800 000 m2.